# Homosetia chrysoadspersella
Homosetia chrysoadspersella är en fjärilsart som beskrevs av William George Dietz 1905. Homosetia chrysoadspersella ingår i släktet Homosetia och familjen äkta malar. Inga underarter finns listade i Catalogue of Life.